# Nāḩiyat al Qabw
Nāḩiyat al Qabw (arabiska: ناحية القبو) är ett subdistrikt i Syrien.   Det ligger i provinsen Homs, i den centrala delen av landet, 150 km norr om huvudstaden Damaskus.
Trakten runt Nāḩiyat al Qabw består till största delen av jordbruksmark. Runt Nāḩiyat al Qabw är det glesbefolkat, med 14 invånare per kvadratkilometer.